# Діллон Де Сілва
Діллон Сенан Де Сілва (англ. Dillon Senan De Silva; нар. 18 квітня 2002, Камдем Таун, Лондон, Англія) — ланкійський футболіст, вінґер «Квінз Парк Рейнджерс». Народився в Англії, але на міжнародному рівні представляє Шрі-Ланку.

## Клубна кар'єра
Народився в родині ланкійців, спочатку був ближчим до крикету, ніж до футболу. Футболом розпочав займатися у 7-річному віці в аматорських клубах Лондона. Через 4 роки на одному з турнірів його помітили скаути декількох англійських клубів. Спочатку пройшов перегляд в «Арсеналі», який знаходився ближче до його дому, але команді не підйшов. Отримав запрошення від «Квінз Парк Рейнджерс», але через віддаленість до місця проживання, відмовив клубу й приєднався до академії «Тоттенгем Готспур».
Але після трьох років виступів у «Шпорах» клуб вирішив не залишати гравця, якого вважали занадто кволим фізично, занадто маленьким і без можливості для вдосконалення. Після гри за аматорський клуб «Баркінг», де він особливо відзначився в матчах попередніх раундів Кубку Англії, його знову помітили «Квінз Парк Рейнджерс», до академії якої Діллон приєднався в 2017 році.
У столичному клубі за ці роки став провідним гравцем юнацьких та молодіжних команд, у вікових категоріях від U-18 до U-23, й навіть отримав свої перші виклики до першої команди в сезоні 2020/21 років. У липні 2022 року продовжив контракт з клубом до червня 2023 року.
8 жовтня 2022 року відправився в 1-місячну оренду до команди Національної ліги «Торкі Юнайтед». 1 березня 2023 року КПР повернув його з оренди.

## Кар'єра в збірній
У травні 2021 року отримав свій перший виклик до збірної Шрі-Ланки на матчі кваліфікації чемпіонату світу 2022 проти Лівану та Південної Кореї. Дебютував за національну збірну 5 червня 2021 року, вийшов на заміну у програному (2:3) поєдинку проти Лівану.
У наступному сезоні уже став одним із ключових гравців своєї команди на чемпіонаті Південної Азії 2021 року. Зокрема, вийшов у стартовому складі у нічийному (0:0) поєдинку проти Індії. Цей результат став подвигом проти їхніх сусідів із населенням у понад 50 разів більше, до того ж Шрі-Ланка посідала останнє місце в рейтингу азійських країн ФІФА.

## Статистика виступів

### Клубна
Станом на 16 жовтня 2021 року
| Сезон             | Команда                | Чемпіонат         | Чемпіонат | Чемпіонат | Нац. кубок | Нац. кубок | Нац. кубок | Конт. кубок | Конт. кубок | Конт. кубок | Інші кубки | Інші кубки | Інші кубки | Загалом | Загалом |
| Сезон             | Команда                | Змаг.             | Матчі     | Голи      | Змаг.      | Матчі      | Голи       | Змаг.       | Матчі       | Голи        | Змаг.      | Матчі      | Голи       | Матчі   | Голи    |
| ----------------- | ---------------------- | ----------------- | --------- | --------- | ---------- | ---------- | ---------- | ----------- | ----------- | ----------- | ---------- | ---------- | ---------- | ------- | ------- |
| 2020-2021         | «Квінз Парк Рейнджерс» | Ч                 | 0         | 0         | КА+КФЛ     | 0          | 0          | -           | -           | -           | -          | -          | -          | 0       | 0       |
| 2021-2022         | «Квінз Парк Рейнджерс» | Ч                 | 0         | 0         | КА+КФЛ     | 0          | 0          | -           | -           | -           | -          | -          | -          | 0       | 0       |
| Загалом за КПР    | Загалом за КПР         | Загалом за КПР    | 0         | 0         |            | 0          | 0          |             | -           | -           |            | -          | -          | 0       | 0       |
| Усього за кар'єру | Усього за кар'єру      | Усього за кар'єру | 0         | 0         |            | 0          | 0          |             | -           | -           |            | -          | -          | 0       | 0       |

### У збірній

#### По роках
Станом на 14 сервня 2022 року
| Національна збірна | Рік     | Матчі | Голи |
| ------------------ | ------- | ----- | ---- |
| Шрі-Ланка          | 2021    | 9     | 1    |
| Шрі-Ланка          | 2022    | 3     | 0    |
| Загалом            | Загалом | 12    | 1    |

#### По матчах
| Дата       | Місто   | Господарі      | Результат | Гості               | Турнір                                                | Голи | Примітки |
| ---------- | ------- | -------------- | --------- | ------------------- | ----------------------------------------------------- | ---- | -------- |
| 5-6-2021   | Коян    | Ліван          | 3 – 2     | Шрі-Ланка           | Відбір до ЧС 2022                                     | -    | 52'      |
| 9-6-2021   | Коян    | Південна Корея | 5 – 0     | Шрі-Ланка           | Відбір до ЧС 2022                                     | -    | 55'      |
| 1-10-2021  | Мале    | Шрі-Ланка      | 0 – 1     | Бангладеш           | Чемпіонат Південної Азії 2021 - 1-й раунд             | -    | 62'      |
| 4-10-2021  | Мале    | Шрі-Ланка      | 2 – 3     | Непал               | Чемпіонат Південної Азії 2021 - 1-й раунд             | 1    |          |
| 7-10-2021  | Мале    | Індія          | 0 – 0     | Шрі-Ланка           | Чемпіонат Південної Азії 2021 - 1-й раунд             | -    | 90+9'    |
| 10-10-2021 | Мале    | Мальдіви       | 1 – 0     | Шрі-Ланка           | Чемпіонат Південної Азії 2021 - 1-й раунд             | -    | 66'      |
| 9-11-2021  | Коломбо | Шрі-Ланка      | 4 – 4     | Мальдіви            | Футбольний турнір чотирьох націй 2021 - груповий етап | -    |          |
| 13-11-2021 | Коломбо | Шрі-Ланка      | 0 – 1     | Сейшельські Острови | Футбольний турнір чотирьох націй 2021 - груповий етап | -    | 79'      |
| 16-11-2021 | Коломбо | Шрі-Ланка      | 2 – 1     | Бангладеш           | Футбольний турнір чотирьох націй 2021 - груповий етап | -    | 30' 42'  |
| Усього     |         | Матчів         | 9         |                     | Голів                                                 | 1    |          |